# Miron Costin

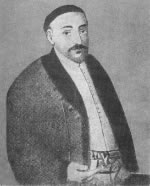
Miron Costin

Miron Costin, także Kostyn (ur. 30 marca 1633, zm. w grudniu 1691 w Romanie) – kanclerz Mołdawii, poeta i kronikarz tworzący w języku mołdawskim i polskim. Jeden z poematów dedykował królowi Janowi Sobieskiemu.

## Życie
Miron Kostyn pochodził z wpływowego mołdawskiego rodu bojarskiego. Razem ze swym ojcem emigrował do Polski, gdzie w latach 1647–1652 studiował na uczelniach jezuickich w miasteczku Bar, położonym tuż u mołdawskich granic oraz w Kamieńcu Podolskim. Po powrocie do Mołdawii piastował wiele wysokiej rangi urzędów państwowych. Był m.in. kanclerzem, zarządcą Dolnej i Górnej Mołdawii i książęcym radcą. Po klęsce poniesionej przez Turków w bitwie pod Wiedniem w 1683 roku był razem z innymi mołdawskimi bojarami odprowadzony do Polski, gdzie gościł go osobiście król Jan III Sobieski, któremu podarował przez siebie napisany poemat Historyja polskimi rytmami o mołdawskiej ziemi i multańskiej. W 1685 roku po raz drugi powrócił do Mołdawii. Po powrocie pracował jako urzędnik na dworze księcia Konstantyna Kantemira. Po wykryciu spisku przeciw księciu, którego był współorganizatorem, został w 1691 roku pojmany i zabity. Jego syn Mikołaj również wychował się w Polsce.

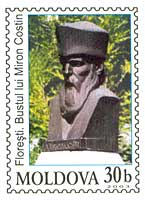
Miron Costin na mołdawskim znaczku pocztowym

## Twórczość
Przypuszczalnie w latach 1672–1674 Miron Kostyn napisał poemat filozoficzny pt. Dzieje świata (rum. Viața lumii), nawiązujący do popularnego wówczas tematu „nietrwałości szczęścia i przemijania życia”. Przy pisaniu poematu Kostyn inspirował się wątkiem biblijnym „marność nad marnościami”, który był także jednym z ulubionych w poezji barokowej, gdzie występuje pod nazwą „fortuna labilis”. Poemat był jednym z pierwszych napisanych w języku mołdawskim. 
Miron Kostyn był jednym z kontynuatorów rozpoczętej przez Grigora Urecha tradycji pisania kronik mołdawskich w języku mołdawskim. Jego Latopis Ziemi Mołdawskiej od panowania Arona Wojewody (rum. Letopisețul Țării Moldovei de la Aaron Vodă) napisany w latach 1675–1677 opisuje wydarzenia odgrywające się w przeciągu 66 lat od okresu rządów hospodara Arona do objęcia władzy przez hospodara Istrate Dabija i utraty autonomii przez Hospodarstwo Mołdawskie. Latopis zawiera wiele napisanych barwnym językiem opisów wydarzeń oraz znanych osobistości ówczesnej Mołdawii. Innym dziełem Mirona Kostyna jest niedokończona praca o tematyce historycznej O mołdawskim narodzie (rum. De neamul moldovenilor). Kostyn rozbudowuje w niej błędną teorię stworzoną przez Grigora Urecha o czysto rzymskim pochodzeniu Mołdawian. 

### Dzieła
- 1672–1674 – Viața Lumii.
- 1674 – Chronika Ziem Mołdawskich i Multańskich.
- 1675–1677 – Letopisețul Țării Moldovei de la Aaron Vodă încoace, de unde este părăsit de Ureche, vornicul de Țăra-de-Gios, scos de Miron Costin, vornicul de Țară-de-Gios, în oraș in Iași, în anul de la zidirea lumii 7183, iară de la nașterea mîntuitorului lumii, lui Iisus Hristos 1675...
- 1684 – Historyja polskimi rytmami o mołdawskiej ziemi i multańskiej.
- Od 1686 – De neamul moldovenilor.